# П'єр Жозеф Прудон
П'єр Жозе́ф Прудо́н (1809–1865) — французький соціаліст, один із засновників анархізму. У творах «Що таке власність?» (1840), «Система економічних суперечностей, або філософія злиденності» (1846) виклав програму, яка заперечувала будь-яку політичну боротьбу і державу взагалі. Дійсна свобода, на його думку, несумісна з будь-якою політичною владою. Тому він заперечував всяку державність як основне суспільне зло. Найважливіша основа свободи особи — дрібна приватна власність. Як ідеал Прудон висував суспільну асоціацію дрібних власників, що мали б рівну за розмірами власність. Виступав за «третю форму суспільства», синтез спільності й власності — тобто суспільство не комуністичне, але й не капіталістичне. Саме цей ідеальний стан Прудон і називав анархією. Якщо людина певною мірою підкоряється суспільству чи державі то, на думку Прудона, утворюється згубна «авторитарна й комуністична організація». Захищаючи інтереси дрібних приватних власників, він створив вчення про мютюелізм.

## Біографія

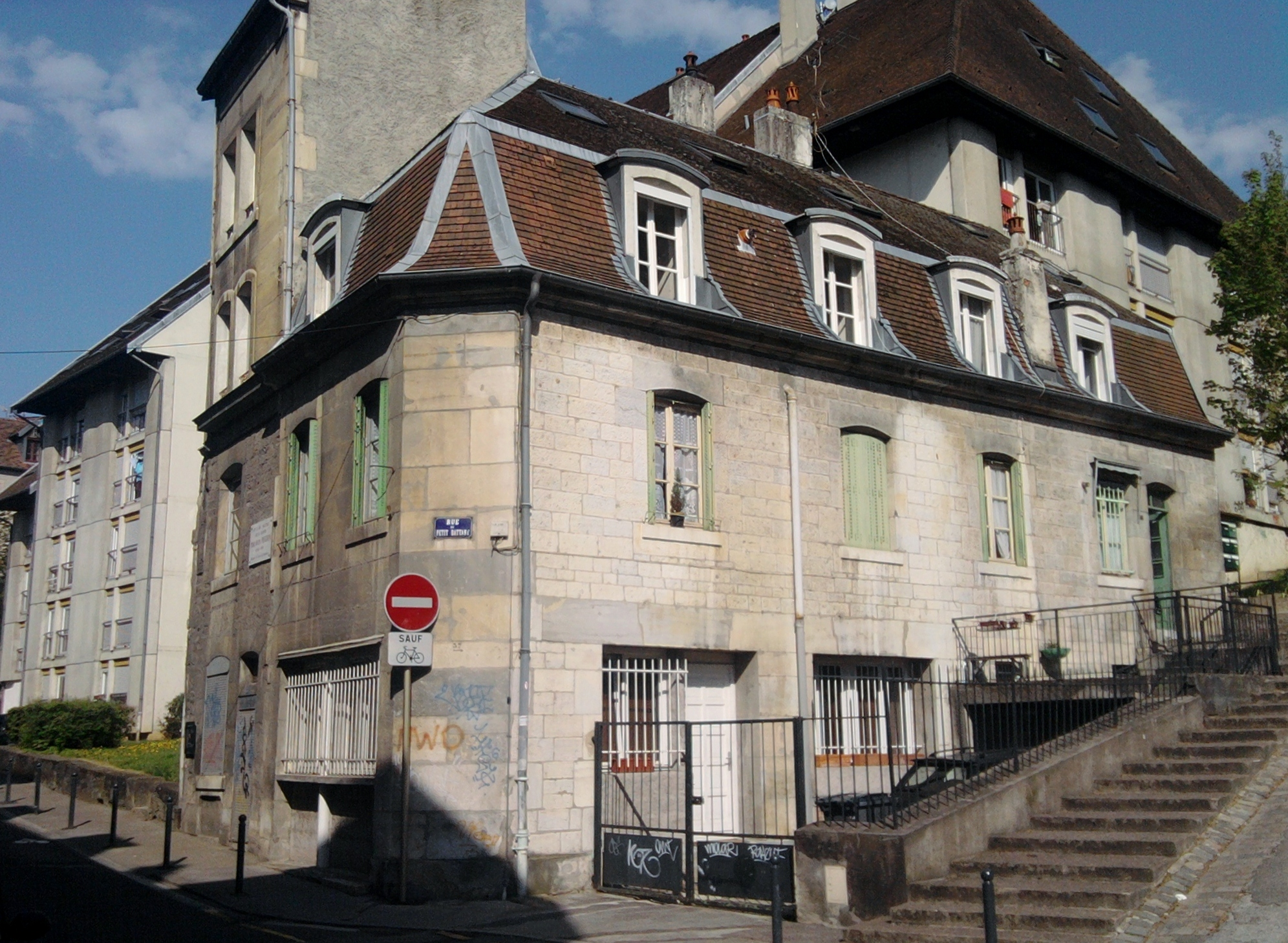
Місце народження П'єра-Жозефа Прудона (rue du petit Battant), Безансон (департамент Ду, Франція).

Народився у французькому місті Безансон в сім'ї бідного пивовара. Навчався у коледжі, працював робітником у друкарні, займався самоосвітою. 1840 р. видає в Парижі книжку «Що таке власність?», в якій гостро критикує капіталізм і кидає виклик буржуазії, проголосивши своє знамените гасло «La propriété, c'est le vol!» — «власність — це крадіжка». 1846 р. він видав книжку «Система економічних суперечностей або Філософія злиденності», на яку К. Маркс відповів своєю працею «Злидні філософії».

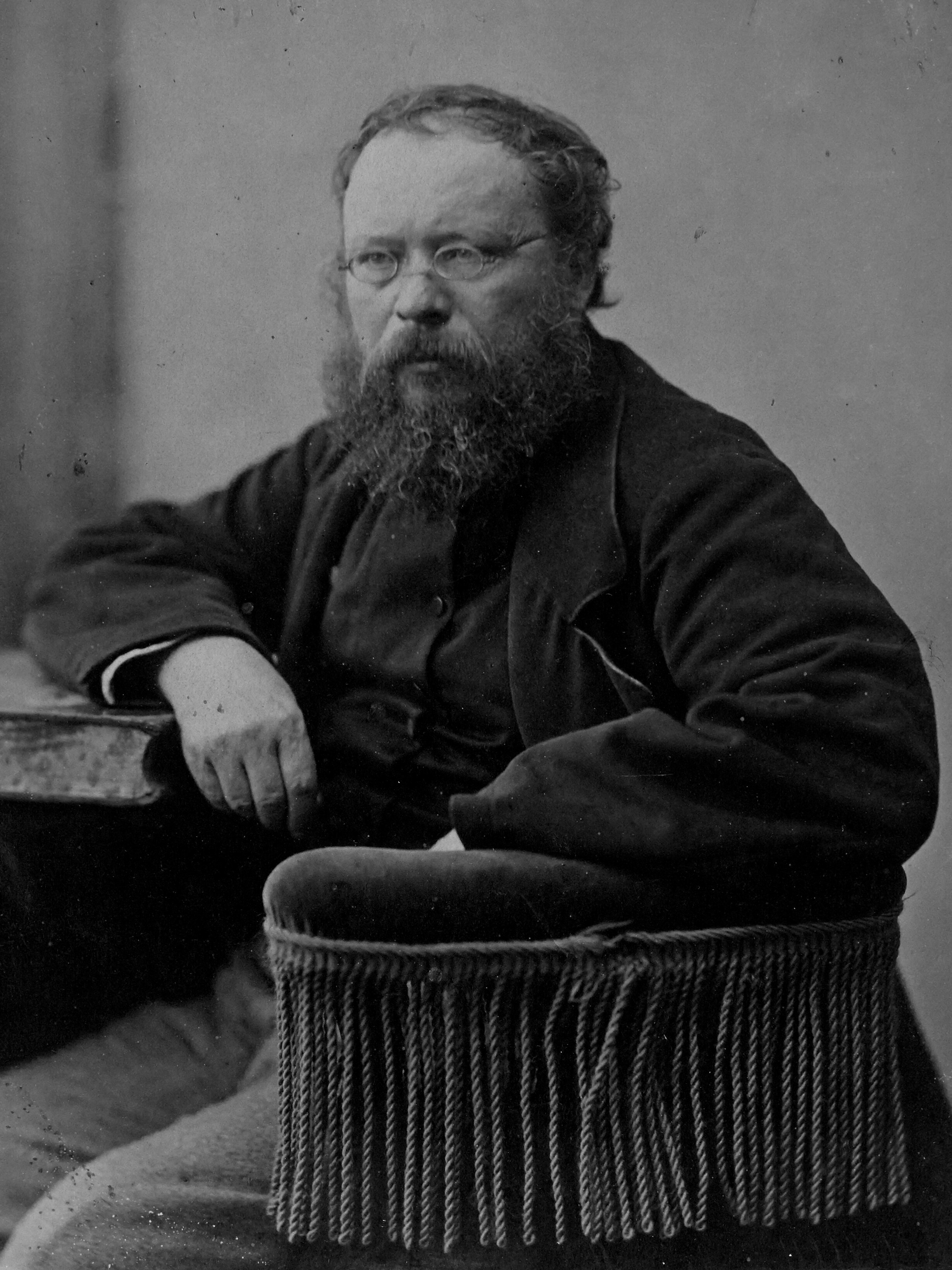
П'єр Жозеф Прудон, 1862 р.

У творі Прудона викладено систему його економічних поглядів, в основу яких узято було ідеї дрібнобуржуазного соціалізму. У наступних працях він розробляє проекти «реформування» капіталізму. Це реформування Прудон сподівається здійснити через викуп робітниками засобів виробництва в буржуазії, створення майстерень і підприємств на акціонерній основі, що в них робітники-акціонери будуть працювати й одержувати продукти за собівартістю.
1848 р. Прудона обрали членом Національних зборів від паризьких робітників. На розгляд зборів він вносить проект податкової реформи і створення «Народного банку», але проект не був прийнятий. 1849 р. Прудон сам зробив спробу втілити ідею створення «Народного банку» в життя через організацію акціонерного товариства, але вона виявилась безрезультатною (банк проіснував два місяці). Невдалою була і його діяльність як видавця газет. За досить гостру критику капіталізму Прудона двічі заарештовували.

## Погляди
Методології Прудона притаманний ідеалізм і суб'єктивізм. Економічні категорії він розглядає як втілення «абсолютного розуму», як вічні ідеї, відірвані від реальної дійсності. Намагаючись застосувати в дослідженні гегелівський діалектичний метод, Прудон обмежує його, по суті, намаганням виявити в категоріях і економічних процесах «добрі» і «погані» сторони. Отже, економічні категорії та економічні явища він розглядає не як єдність суперечностей, а як механічне поєднання протилежних властивостей. Керуючись таким підходом, Прудон уважав, що завжди можна зберегти добрі сторони й позбутись поганих. Це стосується як економічних категорій, так і капіталістичного виробництва в цілому.

### Теорія цінності
Цінність Прудон розглядає як вічну абстрактну категорію, що є носієм двох абстрактних протилежних ідей: ідеї споживчої цінності і ідеї мінової цінності. Між споживчою цінністю і міновою цінністю існує «антиномія» — протилежність. Споживча цінність виступає як втілення достатку, багатства, а мінова — як відображення винятковості.
Примиренням цих суперечливих сторін синтезом споживчої й мінової цінностей у Прудона виступає конституйована або синтетична цінність. Вона встановлюється в обміні. Обмін, писав Прудон, об'єднує елементи багатства, створені різними галузями виробництва, в одне ціле. Саме обмін робить цінність конституйованою.
У процесі обміну, на ринку, відбувається своєрідний добір продуктів. Одні з них суспільство визнає за цінності і включає до складу суспільного багатства. Інші — ні. Створює й комбінує елементи багатства згідно із «законом пропорційності цінностей» лише праця. Виходячи з цього закону Прудон називає конституйовану синтетичну цінність пропорційною.
Отже, конституйована цінність, на думку Прудона, виникає в обміні та обов'язково реалізується на ринку. Вона є конституйованою, тому що передбачає злиття, комбінування окремих елементів багатства в одне ціле, синтетичною, тому що знімає протилежність споживчої й мінової цінностей, пропорційною, оскільки виникає в результаті встановлення працею пропорцій, що в них відбувається комбінування елементів багатства.
Для подолання труднощів товарного виробництва (затоварювання, диспропорції тощо) потрібно, на думку Прудона, кожний товар наділити конституйованою цінністю, гарантувати його реалізацію. Своєю теорією конституйованої цінності Прудон намагається усунути суперечності капіталістичного товарного виробництва, суперечність між товаром і грошима, надавши самому товару властивостей, притаманних грошам.
У теорії цінності Прудона важливим є те, що вона поєднує мінову концепцію цінності з трудовою концепцією і визнає два джерела цінності — обмін і працю.

### Економічна програма Прудона
Як дрібнобуржуазний ідеолог Прудон зв'язував причини труднощів дрібного виробника з недоліками обміну, з проблемою збуту. Основною причиною зубожіння й несправедливості він оголошує обмін і гроші. І саме з цих позицій опрацьовує економічну програму реформування капіталізму через реформування обміну.
Прудон хоче зберегти товарне виробництво, в якому бачить вершину людської свободи й особистої незалежності. Він обстоює дрібну власність і передачу великих виробництв у власність їхніх колективів. Панування дрібних товаровиробників, на його думку, зумовить обмін продуктами праці за трудовим еквівалентом. Для сприяння дрібним виробникам у реалізації продукції Прудон пропонував і зробив спробу створити обмінний банк — «Народний банк». Банк приймав би від товаровиробників товари і видавав би їм трудові талони, «робочі гроші», які засвідчували б кількість праці, витраченої на виготовлення товару. За ці «робочі гроші» товаровиробник і одержував би в банку потрібні йому інші товари. Запровадженням «робочих грошей» замість реальних Прудон сподівався встановити в суспільстві рівність і справедливість, позбутися експлуатації, оскільки кожен одержував би стільки, скільки виробив сам, залишити «добрі» сторони товарного виробництва й ліквідувати «погані».
Ці дрібнобуржуазні ілюзії було породжено недостатнім розумінням Прудоном таких категорій, як гроші, товар, прибуток, капітал та й самої суті капіталістичного виробництва, з ідеєю реформування якого через обмін він виступав.
Капітал Прудон переважно трактує як гроші, вважаючи провідною його формою тільки капітал позичковий. Процент, на думку Прудона, — це та єдина форма, в якій втілено неоплачену працю робітника. Прибуток Прудон розглядає як різновид заробітної плати.
Оскільки економічною основою експлуатації у Прудона є процент, то зниження ставки процента «примусовими законами» і зведення її до нуля — це шлях до одержання робітниками повного продукту своєї праці. Керуючись такою логікою, він розвиває ідею «дарового кредиту». Виступаючи проти грошей, Прудон водночас пропонував надавати через банк робітникам і товаровиробникам безпроцентний кредит у грошовій формі. Надання «дарового кредиту» усуває можливість позичати гроші під проценти і тим самим, на думку Прудона, ліквідує експлуатацію.
Внаслідок такої реформи (надання всім і кожному «дарового кредиту») здійсниться не лише «злиття класів», бо залишатимуться лише трудящі, які обмінюватимуться продуктами відповідно до їхньої ціни, уряд теж стане непотрібним, оскільки буде гарантовано справедливість у процесі обміну, усі будуть рівними, і зникнуть джерела конфліктів.
Прудон є противником як буржуазної демократії і монархії, так і комунізму. Рушійною силою суспільства він вважає клас дрібних виробників, економічну основу якого становить дрібна власність і якому притаманна певна відокремленість, ізольованість. Його члени не повинні об'єднуватися в жодні державно-суспільні організації. Прудон взагалі виступає проти держави. Зв'язок між окремими господарствами має здійснюватись через обмін і взаємодопомогу.
Дрібнобуржуазний соціалізм Прудона мав значне поширення в другій половині XIX ст. у багатьох європейських країнах. Його ідеї сприйняли бакуністи, а згодом анархо-синдикалісти.

## Основні твори
- Що таке власність? або Дослід про принцип права і влади (Qu'est-ce que la propriété ? ou Recherche sur le principe du Droit et du Gouvernement, 1840)
- Система економічних протиріч, або Філософія злиднів (Système des contradictions économiques ou Philosophie de la misère, 1846)
- Загальне уявлення про революцію в XIX ст. (Idée générale de la révolution au XIXe siècle, 1851)
- Про принцип федеративности (Du principe Fédératif, 1863)
- Теорія власности (Théorie de la propriété, 1866)